# Hibiscus subnudus
Hibiscus subnudus är en malvaväxtart som beskrevs av William Grant Craib. Hibiscus subnudus ingår i Hibiskussläktet som ingår i familjen malvaväxter. Inga underarter finns listade i Catalogue of Life.